# Kurarua constrictipennis
Kurarua constrictipennis là một loài bọ cánh cứng trong họ Cerambycidae.